# Acumispora biseptata
Acumispora biseptata är en svampart som beskrevs av Takashi Matsushima 1980. Arten ingår i släktet Acumispora, divisionen sporsäcksvampar och riket svampar. Inga underarter finns listade i Catalogue of Life.